# 이요신
이요신(李堯臣, 德水李氏12世孫) : 중종(中宗) 37년(1542년) ∼ 선조(宣祖) 13년(1580년). 조선 중기 문신. 본관은 덕수(德水). 자는 여흠(汝欽)이고, 호는 율리(栗里)이다. 증 가선대부호조참판동의금부사(정2품 중추 대제학). 증조부는 사헌부 장령, 병조참의 등을 역임하신 이거(李琚), 조부는 선교랑 평시서 봉사를 지낸 이백록(李百祿)이며 창신교위 증 좌의정 덕연부원군 이정(李貞)의 아들이자 충무공 이순신(李舜臣)의 둘째 형이다.

## 생애
- 중종 37년(1542) 태어났다.
- 명종 9년(1554) 서울 사학 중 하나인 동학에서 수학하였다.(13세 전후로 추정되며 서애 류성룡, 홍가신 등의 동문있다.)
- 명종 15년(1560) 퇴계 이황의 계상서당(도산서당을 열기전 온혜에서 운용한 곳)에서 수학하였다. 수학년대가 동일 한 인물은 김취려, 이국필, 김사원, 류운룡(서애 류성룡의 형) 등이다.
- 명종 18년(1563) 장남 이봉(李菶)이 태어나다.
- 명종 21년(1566) 차남 이해(李荄)가 태어나다.
- 선조 6년(1573) 계유(癸酉) 식년시(式年試) [생원] 2등(二等) 22위(27/100).
- 퇴계 이황의 문인으로 서애 류성룡과 동문수학(同門受學), 한성부 건천동에서 함께 자란 인연으로 서애 류성룡이 아우인 충무공 이순신을 임진왜란(1592) 발발 1년 전 전라좌도(全羅左道) 수군절도사(水軍節度使)에 천거하는데 영향을 주었다.
- 선조 13년(1580) 경진(庚辰)正월23일 향년 39세로 별세.
- 배위는 증 정부인 청풍김씨이며 김대신의 따님이다. 조부는 첨정 김미성으로 판서 김길통의 5세손이며 외조부는 반남박씨 박임이다. 기일은 2월 29일이다.
- 묘는 충남 아산시 음봉면 고룡산12-38 이충무묘소신도비 뒷편 어라산줄기 선영에 합장으로 모셔져 있다.
- 슬하에 2남 1녀가 있으며 선무원종공신 2등에 녹훈된 이봉과 이해이다.

## 평가
요신(堯臣)이라는 이름은 아버지인 덕연부원군(德淵府院君) 이정(李貞)이 중국의 전설적인 성군(聖君)으로 알려진 요제(堯帝)의 임금의 칭오를 따서 지어졌다.
퇴계(退溪) 이황(李滉)의 문인으로 뜻이 돈독(敦篤)하고 학문(學問)에 힘쓰며, 자기 자신에 대한 계율을 매우 엄격하게 하였다. 선조(宣祖)때에 사마(司馬)에 올랐으며, 퇴계(退溪) 이황은 주자의 백록동부를 써 주면서 격려해 주었다.
이요신(李堯臣)은 어릴 때부터 영특하여 동학 사상에서 두각을 나타냈으며 훗날 영의정이 될 류성룡과 막역한 사이로 서로 우정을 나누던 탁월한 인재였다. 그는 일찍이 문신의 길을 걸어 초시에 급제했으며 덕수 이씨 가문을 빛낼 인재라며 어머니 초계 변씨가 그토록 기뻐했지만 병을 앓다 결국 불귀의 객이 되고 말았다.
율리공 이요신(李堯臣)의 아들인 이봉(李菶)과 이해(李荄)는 정유재란 이후 충무공 이순신(李舜臣)의 조카들 중 유일하게 선무원종공신에 녹훈(1605) 되었는데 전쟁 후 무반으로 관직 생활을 지속 한 것으로 보아 무신으로 자질과 용맹함을 갖추었음을 알 수 있다.
율리공 이요신(李堯臣)을 기준으로 자손들은 덕수이씨(德水李氏) 율리공파(栗里公派) 파계로 나누어 졌다.

## 가족 관계
- 증조부 : 이거(李琚), 사헌부장령, 한림, 홍문관 박사, 순천부사, 병조참의
  - 조부 : 이백록(李百祿), 선교랑 평시서 봉사
  - 조모 : 초계 변씨(草溪卞氏), 변성(卞誠)의 딸
    - 부 : 증 좌의정 덕연부원군(德淵府院君) 이정(李貞, 1511~1583)
    - 모 : 증 정경부인 초계 변씨(草溪卞氏, 1515~1597) - 변수림(卞守琳)의 딸
      - 형 : 이희신(李羲臣, 1535~1587), 증 병조참판
      - 형수 : 증 정부인 진주 강씨(晉州姜氏), 강세온(姜世溫)의 딸
        - 조카 : 이뢰(李蕾, 1561~1648), 찰방
        - 조카 : 이분(李芬, 1566~1619), 병조정랑
        - 조카 : 이번(李蕃, 1575~1668), 효릉참봉
        - 조카 : 이완(李莞, 1579~1627), 의주부윤겸의주진관병마절제사, 증 병조판서, 시호 강민(剛愍), 정묘호란 전사

      - 본인 : 이요신(李堯臣, 1542~1580), 증 호조참판동의금부사
      - 부인 : 증 정부인 청품김씨(清風金氏), 김대신(大頣)의 딸
        - 장남 : 이봉(李菶, 1563~1650), 선무원종공신 2등, 경상도병마절도사겸 오위도청부 부총관, 평안도병마절도사, 포도대장, 삼척포첨사
        - 며느리 : 정부인 고령신씨(貞夫人高靈申氏)
        - 손자 : 이지광(李之光, 정6품 승의랑)
        - 손자 : 이지연(李之衍, 강민공 이완의 양자로 입적)
        - 손녀 : 덕수이씨
        - 차남 : 이해(李荄, 1566~1645), 선무원종공신 2등, 훈련원주부
        - 며느리 : 증(贈) 숙인(淑人) 파평윤씨(坡平尹氏), 윤우현(尹佑賢)의 딸,
        - 며느리 : 숙인(淑人) 하동정씨(河東鄭氏), 군수 정언겸(鄭彦謙)의 딸
        - 손자 : 이지강(李之綱) 종6품 선교랑(宣敎郎) 증 통훈대부사복시정(通訓大夫司僕寺正)
        - 손녀 : 덕수이씨

      - 동생 : 이순신(李舜臣, 1545~1598), 덕풍부원군(德豐府院君), 시호 충무(忠武)
      - 제수 : 정경부인 상주 방씨(尙州 方氏; 온양 방씨)
        - 조카 : 이회(李薈, 1567~1625) 선무1등공훈, 훈련원 첨정, 증 승정원 좌승지
        - 조카 : 이예(李䓲, 1571~1631) 형조정랑, 증 승정원 좌승지
        - 조카 : 이면(李葂, 1577~1597) 증 이조 참의, 정유재란시 왜군과 교전 중 전사

      - 제수(첩) : 해주 오씨(海州吳氏; 해주 오씨)
        - 조카 : 이훈(李薰, 1574~1624) 무과, 증 병조참의, 이괄의 난 진압 중 전사
        - 조카 : 이신(李藎, 미상~1627) 무과, 증 병조참의, 정묘호란시 종형제 이완과 함께 전사

      - 동생 : 이우신(李禹臣, 미상), 참봉
      - 제수 : 온양 조씨(溫陽鄭氏)

## 문헌
李堯臣 字汝欽 號栗里 1542年中宗壬寅生▶1573년癸酉增廣生員 贈嘉善大夫户曺叅判同知義禁府事1580年宣祖庚辰正月23日卒▶墓陰峰面三巨里於羅山下叅判公墓後子坐有表石 配贈貞夫人清風金氏 父大頣 祖僉正彌性 判書吉通五世孫 外祖潘南朴任▶忌2月29日▶墓祔